# Andréi Zabolonkov
Andréi Zabolonkov (en ruso: Андрей Евгеньевич Заболонков; 20 de enero de 1995) es un futbolista ruso, jugador de fútbol sala. Juega en el Dina Moscú, y en la Selección rusa juvenil.

## Biografía
Zabolonkov fue un alumno del Dina Moscú (graduó en 2013). Debutó en el equipo principal en la temporada 2012/13. A partir de la temporada 2013/14 juega en el equipo principal del Dina Moscú.

## Clubes
| Club       | País  | Año       |
| ---------- | ----- | --------- |
| Dina-doble | Rusia | 2012-2014 |
| Dina Moscú | Rusia | 2013-     |

## Palmarés
•	Bronce en el Campeonato Nacional Juvenil (3)
•	Ganador del Campeonato de dobles de la Super Liga de región central de Rusia (2012/13)
•	Ganador del Campeonato mundial estudiantil 2014
•	Campeón de Rusia de fútbol sala: 2013/14